# Aborto en Nevada
El aborto en el estado estadounidense de Nevada es legal, según los Estatutos Revisados de Nevada, capítulo 442, sección 250; hasta las 24 semanas de un embarazo,y después de las 24 semanas, si el embarazo pone en peligro la vida de la mujer.  El Atlas de Valores Estadounidenses de 2023 informó que, en su encuesta más reciente, el 76% de los habitantes de Nevada dijeron que el aborto debería ser legal en todos o la mayoría de los casos.  En mayo de 2019, la asamblea legislativa aprobó el proyecto de ley (SB179) patrocinado por la senadora demócrata Yvanna Cancela que eliminó el requisito de que los médicos le informen a una mujer embarazada sobre las "implicaciones emocionales" de un aborto.  Debido al alto nivel de apoyo al derecho al aborto en el estado,  todos los partidos, incluidos los republicanos, apoyan el acceso continuo al aborto. 
El 5 de noviembre del 2024, los nevadenses votaron 64% a favor de la Pregunta 6, que propuso si la Constitución de Nevada debería incluir un derecho fundamental al aborto. Esto significa que la Constitución será enmendada si la mayoría de los votantes también aprueba la iniciativa en 2026.